# Похищение Европы (картина Рембрандта)
«Похищение Европы» (нидерл. De roof van Europa) — работа голландского художника Рембрандта Харменса ван Рейна. Сюжетом послужила древнегреческая поэма Мосха «Идиллия» о похищении Европы. Хранится в музее Гетти в Лос-Анджелесе.

## История создания
Картина «Похищение Европы» была создана в Амстердаме, куда Рембрандт переехал жить и работать в 1631 году. В это время он начинает писать полотна в стиле барокко и вырабатывает собственную манеру рисования, за что его современники сравнивали с Рубенсом. Рембрандт никогда не путешествовал в Италию и не обучался у итальянских мастеров, но находился под влиянием их творчества (к примеру, Тициана) и создал ряд картин на мифологические темы, среди которых и было «Похищение Европы». Картина была написана по заказу известного голландского купца Жака Спекса (нидерл. Jacques Specx). После него картина многократно меняла владельцев:
- Comtesse de Verrue (13 января 1653 — 27 марта 1773);
- Duc de Luynes (27 марта 1773 — 21 ноября 1793);
- Duc ge Morny (21 ноября 1793 — 31 мая 1865);
- Princess de Broglie (31 мая 1865 −1909);
- Thomas Agnew (с 1909 (Лондон));
- Leopold Koppel (Берлин);
- Paul Klotz (Нью-Йорк)[3].

## Сюжет картины
У царя финикийского города Сидон была красивая дочь по имени Европа. Однажды ей приснился сон, в котором две женщины сражались за право обладать ею, каждая из которых представляла собой континенты — Азию и второй, отделённый от Азии морем. Победу в этом поединке одержал неизвестный девушке континент. В страхе она пробудилась и, чтобы развеяться, пошла с подругами купаться на берег моря. Пение и хороводы девушек увидел Зевс, сын Кроноса, и, выбрав самую красивую из них, задумал её похитить. Обладая магическими способностями и с целью не испугать Европу, он превращается в чудесного на вид быка и подкрадывается к ней. Девушка обратила внимание на животное, у которого была золотая шерсть, во лбу горело пятно, похожее на месяц, и рога были из золота. Будучи уверенной в его безопасности, Европа садится на быка, чтобы прокатиться, но в тот же миг, последний прыгнул в воду и стал отдаляться от берега. В сообщниках у Зевса был Посейдон, который мчался на своей колеснице перед ними и отгонял волны. Когда они доплыли до острова Крит, Зевс взял в жены Европу и она родила ему троих детей — Миноса, Радаманта, Сарпидона.

## Влияние Тициана
Рембрандт был не первым художником, изображавшим похищение Европы Зевсом. Итальянский художник Тициан создал подобную работу почти за семьдесят лет до Рембранта. Многие искусствоведы согласны с тем, что Тициан оказал огромное влияние на Рембрандта, в том числе Вестерманн, который связывает двух художников в своем сравнительном анализе картин «Даная».
Хотя влияние «Европы» Тициана (1560–1562) узнаваемо, работа Рембрандта уникальна. Обе картины отражают повышенный драматизм произведения, но работы Тициана более жестоки по своей природе. Тициан использует психологическое изображение ужаса и наготы Европы, чтобы отразить насилие. Тициан сохраняет фигуры в старинных одеждах, гиматиях и хитонах, сохраняя мифологичность произведения, а Рембрандт помещает фигуры в современную голландскую одежду, что делает историю более понятной для современников.